# Zygmunt Krasiński
Zygmunt Krasiński (teljes nevén Napoleon Stanisław Adam Ludwik Zygmunt Krasiński, Párizs, 1812. február 19. – Párizs, 1859. február 23.) lengyel költő, író. Adam Mickiewicz, Juliusz Słowacki és Cyprian Kamil Norwid mellett a 19. század egyik legnagyobb romantikus lengyel költője. A Három bárd egyike, a nagy emigráció egyik szellemi vezére.

## Élete
A varsói egyetemen tanult, melyet kénytelen volt elhagyni és folytonosan betegeskedve, Svájcban, Olaszországban és a német fürdőhelyeken élt. 1857-től politikai szerepet is vitt Párizsban. Irodalmi működését Walter Scott hatása alatt írt regényeivel kezdte meg, majd a társadalmi kérdések felé fordulva, drámákban (Nieboska komedya és Irydion) akarta azokat megoldani. Költeményei a lírai költészet valódi gyöngyei, melyekben a filozófia mély ihlete a merész fantáziával olvad harmóniába. Utolsó munkája Szent Terézia glosszái volt (1852). Összes művei (eredetileg idegen vagy álnevek alatt) gyűjteményben Lembergben (4 kötet, 1880–88) jelentek meg. Érdekes és értékes Krasiński levelezése Konstanty Gaszyński,  Adam Sołtan, Juliusz Słowacki stb. kortársával (4 kötet, Lemberg, 1882–96).

## Magyarul
- Krasinski Zsigmondː Pokoli színjáték. Drámai költemény 3 részben; ford. Szabó Lőrinc; Globus Ny., Bp., 1937 (Krónika. A Nemzeti Színház műsorkísérő füzetei)
- Pokoli színjáték. Drámai költemény négy részben; színpadra írta Franz Theodor Csokor, ford. Szabó Lőrinc, tan. Kiss Gy. Csaba, szöveggond. Szele Bálint; Csokonai, Debrecen, 2004 (Szabó Lőrinc kiadatlan drámafordításai)